# Cuphea melampyrifolia
Cuphea melampyrifolia là một loài thực vật có hoa trong họ Lythraceae. Loài này được Pohl ex Koehne mô tả khoa học đầu tiên năm 1877.